# كاي دارا الأول

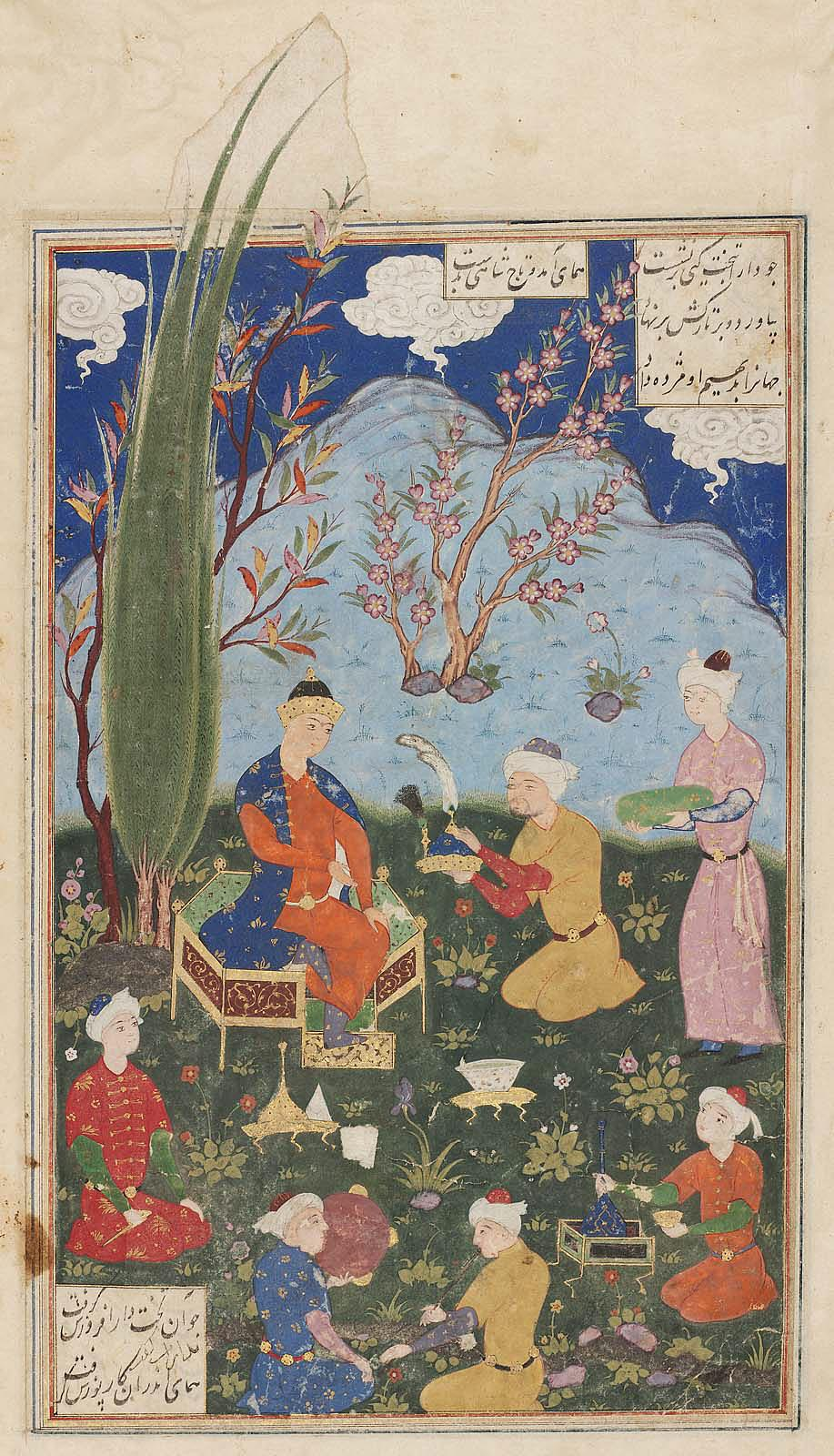
اعتلى دارا الأول العرش وهو يستلم التاج الذي أحضرته له والدته هماي شهرزاد. نسخة من الشاهنامة، صُنعت في إيران الصفوية خلال أوائل القرن السادس عشر

دارا الأول أو داراب الأول كان الملك قبل الأخير من سلالة الكيانيين الأسطورية، وحكم لمدة 12 عامًا. كان ابن كاي بهمان. تتفق معظم الروايات على أن والدة دارا هي هماي شهرزاد، التي تزوجت من والدها كاي بهمان. بعد وفاة كاي بهمان، أصبحت هماي، التي كانت حاملًا بدارا، الوصية على المملكة. أخفت هماي فيما بعد خبر ولادة دارا، وتركته في صندوق مليء بالمجوهرات الثمينة على ضفة النهر. وقد ورد أن النهر كان الفرات، أو دجلة ، أو نهر كور في فارس، أو نهر بولفار في فارس، أو نهر بلخ.
وعندما كبر دارا، وجد طريقه أخيرًا إلى هماي، التي تنازلت عن العرش لصالحه. خلف دارا الأول ابنه كاي دارا الثاني لاحقًا.
في القصة، يعود الفضل إلى دارا الأول في إنشاء النظام البريدي الفارسي، وهو ما يعكس إدخال أو إعادة هيكلة النظام البريدي من ملك الملوك الأخمينيين، داريوس الأول الكبير (حكم. 522–486 قبل الميلاد). كان آخر ملوك الكيانيين المرتبطين عادة بغرب إيران، كما يتضح من التقارير التي تتحدث عن استخدام دارا الأول لبابل مقرًّا لإقامته. تنسب معظم المصادر إلى دارا الأول تأسيس مدينة دارابجرد في فارس، بينما يعتبر البعض أن دارا الثاني هو مؤسسها.
وفقًا لمصادر لاحقة، كان لدارا الأول ابن اسمه فيروز شاه، وقد تم ذكر إنجازاته في كتاب فيروز نامه للحاج محمد بيغامي.